# Air Force One
Air Force One (etimološki: Leteća tvrđava broj 1) je pozivni signal kontrole leta svakog aviona Ratne avijacije Sjedinjenih Američkih Država (USAF) koji prevozi Predsednika SAD-a. Od 1990. godine, predsednička flota sastoji se od dva posebno uređena aviona serije Boing 747-200B – repnih kodova "28000" i "29000" – koji nose oznaku Američke ratne avijacije "VC-25A". Avion Ratne avijacije SAD-a koji prevozi potpredsednika SAD ima pozivni znak Air Force Two. Današnji dizajn boja na avionu je urađen za vreme predsednika Džona Kenedija po želji njegove žene Žakline Kenedi.
S vremena na vreme, predsednici su pozivali druge svetske lidere da putuju sa njima na Air Force One. 1973. predsednik Nikson je pozvao sovjetskog generalnog sekretara Leonida Brežnjeva da odleti sa njim u Kaliforniju iz Vašingtona. Godine 1983., predsednik Regan i kraljica Elizabeta II obišli su zapadnu obalu SAD u avionu. 2012. predsednik Obama je poveo britanskog premijera Dejvida Kamerona na košarkašku utakmicu u Ohajo.

## U popularnoj kulturi
Fikcionalizovana verzija Air Force One je prikazana u igranom filmu Predsednički avion iz 1997. Kabina je napravljena po meri i tačna je onoliko koliko su dizajneri proizvodnje mogli da je naprave. „Nije bilo dostupnih nacrta ili tlocrta, pa smo morali da gledamo CNN da vidimo kako izgleda unutra“, rekao je reditelj filma Volfgang Petersen.

### Notes
1. ↑  Walsh 2003, стр. 63.
2. ↑  „Richard Nixon en route to California with Leonid Brezhnev (22 June 1973)”. CVCE.EU by UNI.LU (на језику: енглески). 2011-12-08. Приступљено 2025-01-31.
3. ↑  Dorr 2002, стр. 114.
4. ↑  „David Cameron, Barack Obama and the Special Relationship”. BBC News (на језику: енглески). 2012-03-13. Приступљено 2025-01-31.
5. ↑  „'Air Force One' reality check”. EW.com (на језику: енглески). Приступљено 2025-01-31.

### Literatura
- Walsh, Kenneth T. Air Force One: A History of the Presidents and Their Planes. New York: Hyperion. 2003.  978-1-4013-0004-3.

- Dorr, Robert F. (2002). Air Force One. Motorbooks International. ISBN 0-7603-1055-6.

## Spoljašnje veze
- Naredba 711p.69R Američke Savezne uprave za vazdušni promet